# Organización territorial de la República Popular China
Debido a la gran población y superficie de China la organización territorial de la República Popular China o división político-administrativa del país ha consistido en varios niveles desde tiempos antiguos. La vigente Constitución de la República Popular China prevé, de jure, tres niveles de gobierno:

Artículo Nro. 30
La división administrativa de la República Popular China es la siguiente:
(1) El país se divide en provincias, regiones autónomas y municipios que dependen directamente del Gobierno Central;
(2) Las provincias y regiones autónomas se dividen en prefecturas autónomas, condados, condados autónomos y ciudades; y
(3) Los condados y condados autónomos se dividen en municipios, municipios de nacionalidad y ciudades.
Los municipios que dependen directamente del Gobierno Central y otras grandes ciudades se dividen en distritos y condados. Las prefecturas autónomas se dividen en condados, condados autónomos y ciudades.
Todas las regiones autónomas, prefecturas autónomas y condados autónomos son zonas autónomas nacionales.
Constitución de la República Popular China

Aunque actualmente en la práctica (de facto) hay cinco niveles de gobierno: la provincia, la prefectura, el condado, el pueblo y la aldea.
Desde el siglo XVII, en China, los límites provinciales se han mantenido en gran medida invariables. Los principales cambios desde entonces han sido la reorganización de las provincias en el noreste después de la creación de la República Popular China y la formación de regiones autónomas, que han tenido como idea inspiradora las políticas de demarcaciones étnicas de las subdivisiones de la antigua Unión Soviética. Las provincias cumplen una función cultural importante en China, dado que la gente tiende a identificarse con su provincia natal.

## Niveles de organización territorial
Como se mencionó previamente, la Constitución de la República Popular China prevé oficialmente que el país se organiza en tres niveles. Sin embargo, en la aplicación real, se han insertado dos niveles más: la prefectura, en las provincias, y el pueblo, en los municipios (Hay un sexto nivel, la oficina pública de distrito, por debajo de los condados, pero está siendo abolida. Cada uno de los niveles corresponden a un nivel en el Servicio civil de la República Popular China).
Así los niveles provincial, distrital y cantonal se flexibilizan para adaptarse a las particularidades étnicas o económicas del territorio: las regiones autónomas, prefecturas autónomas y distritos autónomos son divisiones de 1.er o 2º nivel habitadas por las 55 etnias minoritarias que gozan de su propia autonomía para hacer leyes específicas. Los municipios de Pekín, Tianjin, Shanghái y Chongqing incluyen algunas de las mayores urbes del mundo y están bajo administración directa. Por último, las antiguas colonias europeas de Hong Kong y Macao mantienen una gran autonomía como regiones administrativas especiales, conservando su propio sistema económico y judicial, además de muchas características propias de estados independientes, como su propia moneda, dominio de Internet, prefijo telefónico, bandera, etc. Bajo este modelo Taiwán se considera una de las 23 provincias de la República Popular China, aunque en la práctica la isla es independiente, y se encuentra administrada por el régimen de la República de China (Taiwán) desde el fin de la guerra civil de 1949.

### Tabla
| Jerarquía estructural de las divisiones administrativas y autonomías de nivel básico de la República Popular China | Jerarquía estructural de las divisiones administrativas y autonomías de nivel básico de la República Popular China | Jerarquía estructural de las divisiones administrativas y autonomías de nivel básico de la República Popular China | Jerarquía estructural de las divisiones administrativas y autonomías de nivel básico de la República Popular China       | Jerarquía estructural de las divisiones administrativas y autonomías de nivel básico de la República Popular China |
| Nivel provincial (1°) 省级行政区                                                                                   | Nivel prefectura (2°) 地级行政区                                                                                   | Nivel condado (3°) 县级行政区                                                                                      | Nivel pueblo (4°) 乡级行政区                                                                                             | Nivel aldea (5°) 基层群众自治组织                                                                                  |
| --- | --- | --- | --- | --- |
| Región autónoma 自治区                                                                                             | Prefectura autónoma subprovincial 副省级自治州                                                                     | Distrito 市辖区 Ciudad-condado 县级市 Condado 县 Condado autónomo 自治县 Bandera 旗 Bandera autónoma 自治旗        | Subdistrito 街道 / 街 Poblado 镇 Villa 乡 Villa étnica 民族乡 Distrito del condado 县辖区 Sumu 苏木 Sumu étnico 民族苏木 | Comité de barrio 社区 / 社 Comité de aldea 村 / Gaqa 嘎查                                                          |
| Región autónoma 自治区                                                                                             | Ciudad-prefectura 地级市                                                                                           | Distrito 市辖区 Ciudad-condado 县级市 Condado 县 Condado autónomo 自治县 Bandera 旗 Bandera autónoma 自治旗        | Subdistrito 街道 / 街 Poblado 镇 Villa 乡 Villa étnica 民族乡 Distrito del condado 县辖区 Sumu 苏木 Sumu étnico 民族苏木 | Comité de barrio 社区 / 社 Comité de aldea 村 / Gaqa 嘎查                                                          |
| Región autónoma 自治区                                                                                             | Prefectura autónoma 自治州 Prefectura 地区 Liga 盟                                                                 | Distrito 市辖区 Ciudad-condado 县级市 Condado 县 Condado autónomo 自治县 Bandera 旗 Bandera autónoma 自治旗        | Subdistrito 街道 / 街 Poblado 镇 Villa 乡 Villa étnica 民族乡 Distrito del condado 县辖区 Sumu 苏木 Sumu étnico 民族苏木 | Comité de barrio 社区 / 社 Comité de aldea 村 / Gaqa 嘎查                                                          |
| | | | Subdistrito 街道 / 街 Poblado 镇 Villa 乡 Villa étnica 民族乡 Distrito del condado 县辖区 Sumu 苏木 Sumu étnico 民族苏木 | Comité de barrio 社区 / 社 Comité de aldea 村 / Gaqa 嘎查                                                          |
| Provincia 省 | | | Subdistrito 街道 / 街 Poblado 镇 Villa 乡 Villa étnica 民族乡 Distrito del condado 县辖区 Sumu 苏木 Sumu étnico 民族苏木 | Comité de barrio 社区 / 社 Comité de aldea 村 / Gaqa 嘎查                                                          |
| Ciudad subprovincial 副省级城市                                                                                    | Distrito 市辖区 Distrito especial 特区 Ciudad condado 县级市 Condado 县 Condado autónomo 自治县                    | | Subdistrito 街道 / 街 Poblado 镇 Villa 乡 Villa étnica 民族乡 Distrito del condado 县辖区 Sumu 苏木 Sumu étnico 民族苏木 | Comité de barrio 社区 / 社 Comité de aldea 村 / Gaqa 嘎查                                                          |
| Ciudad prefectura 地级市                                                                                           | Distrito 市辖区 Distrito especial 特区 Ciudad condado 县级市 Condado 县 Condado autónomo 自治县                    | | Subdistrito 街道 / 街 Poblado 镇 Villa 乡 Villa étnica 民族乡 Distrito del condado 县辖区 Sumu 苏木 Sumu étnico 民族苏木 | Comité de barrio 社区 / 社 Comité de aldea 村 / Gaqa 嘎查                                                          |
| Prefectura autónoma 自治州 Prefectura 地区                                                                         | Distrito 市辖区 Distrito especial 特区 Ciudad condado 县级市 Condado 县 Condado autónomo 自治县                    | | Subdistrito 街道 / 街 Poblado 镇 Villa 乡 Villa étnica 民族乡 Distrito del condado 县辖区 Sumu 苏木 Sumu étnico 民族苏木 | Comité de barrio 社区 / 社 Comité de aldea 村 / Gaqa 嘎查                                                          |
| Ciudad de nivel subprefectura 副地级市                                                                             | | | Subdistrito 街道 / 街 Poblado 镇 Villa 乡 Villa étnica 民族乡 Distrito del condado 县辖区 Sumu 苏木 Sumu étnico 民族苏木 | Comité de barrio 社区 / 社 Comité de aldea 村 / Gaqa 嘎查                                                          |
| Distrito forestal 林区                                                                                             | | | Subdistrito 街道 / 街 Poblado 镇 Villa 乡 Villa étnica 民族乡 Distrito del condado 县辖区 Sumu 苏木 Sumu étnico 民族苏木 | Comité de barrio 社区 / 社 Comité de aldea 村 / Gaqa 嘎查                                                          |
| | | | Subdistrito 街道 / 街 Poblado 镇 Villa 乡 Villa étnica 民族乡 Distrito del condado 县辖区 Sumu 苏木 Sumu étnico 民族苏木 | Comité de barrio 社区 / 社 Comité de aldea 村 / Gaqa 嘎查                                                          |
| Municipalidad 直辖市                                                                                               | Nueva área subprovincial 副省级市辖新区                                                                            | Nueva área subprovincial 副省级市辖新区                                                                            | Subdistrito 街道 / 街 Poblado 镇 Villa 乡 Villa étnica 民族乡 Distrito del condado 县辖区 Sumu 苏木 Sumu étnico 民族苏木 | Comité de barrio 社区 / 社 Comité de aldea 村 / Gaqa 嘎查                                                          |
| Municipalidad 直辖市                                                                                               | Distrito 市辖区 | | Subdistrito 街道 / 街 Poblado 镇 Villa 乡 Villa étnica 民族乡 Distrito del condado 县辖区 Sumu 苏木 Sumu étnico 民族苏木 | Comité de barrio 社区 / 社 Comité de aldea 村 / Gaqa 嘎查                                                          |
| Municipalidad 直辖市                                                                                               | Condado 县 | | Subdistrito 街道 / 街 Poblado 镇 Villa 乡 Villa étnica 民族乡 Distrito del condado 县辖区 Sumu 苏木 Sumu étnico 民族苏木 | Comité de barrio 社区 / 社 Comité de aldea 村 / Gaqa 嘎查                                                          |
| | | | | |
| Región administrativa especial 特别行政区 [特別行政區] (Parte de Un país. dos sistemas)                            | Región 地区 [地區] (informal)                                                                                      | Distritos 分区 [分區]                                                                                              | Distritos 分区 [分區] | Distritos 分区 [分區]                                                                                              |
| Región administrativa especial 特别行政区 [特別行政區] (Parte de Un país. dos sistemas)                            | Oficina de Asuntos Cívicos y Municipales 民政总署 [民政總署] Municipalidades 市 (informal)                         | Freguesia 堂区 [堂區] (informal)                                                                                   | Freguesia 堂区 [堂區] (informal)                                                                                         | Freguesia 堂区 [堂區] (informal)                                                                                   |

### Nivel provincial (1°)

Comparación entre la división administrativa de la República de China y la República Popular China.

En la República Popular China hay 34 territorios de nivel provincial: 22 provincias (23 contando Taiwán), 4 municipalidades, 5 regiones autónomas y 2 regiones administrativas especiales.  Las cinco regiones autónomas están asociadas con las cinco minorías étnicas más numerosas: los tibetanos, los uigures, los mongoles, los hui y los zhuang. Las áreas metropolitanas de las cuatro ciudades de Pekín, Tianjin, Shanghái y Chongqing tienen un rango similar al provincial, constituyendo las llamadas municipalidades bajo administración directa del Gobierno central. Por último, las antiguas colonias europeas de Hong Kong y Macao. La República Popular China considera también a Taiwán como una provincia más, aunque en la práctica la isla es un estado independiente, reconocido de manera oficial por 25 países del mundo que no reconocen a la República Popular China (ve a Estatus político de Taiwán).
La mayoría de las provincias de China, excepto las del Noreste, tienen límites establecidos durante las dinastías Yuan, Ming o Qing. A menudo los bordes provinciales difieren sustancialmente de los bordes de las áreas culturales o geográficas, debido a la técnica descrita como "separación de dientes de perro" (en chino, 犬牙交错; pinyin, quǎnyájiāocuò) desarrollada por el gobierno imperial para evitar el feudalismo y separatismo de acuerdo a la idea de divide y vencerás. Aun así han llegado a jugar un importante papel cultural, la gente tiende a identificarse ligeramente con la suya de nacimiento y cada una ha desarrollado un estereotipo correspondiente a sus habitantes.
Los cambios administrativos más recientes han sido la elevación de Hainan (1988) y Chongqing (1997) al nivel provincial (como provincia y como municipalidad, respectivamente), así como la incorporación a este nivel de Hong Kong (1997) y Macao (1999), como Regiones Administrativas Especiales.
A continuación figura un listado de todas las divisiones de nivel provincial junto con el nombre en sinogramas, el mapa que figura al comienzo del artículo a la derecha también corresponde al nivel provincial.

#### Subdivisiones de nivel provincial
| 22 provincias (省; shěng): Un gobierno provincial estándar está dirigido nominalmente por un comité provincial, encabezado por un secretario. El secretario del comité es el primer responsable de la provincia, y el segundo es el gobernador del gobierno provincial. |
| 5 regiones autónomas (自治区; zìzhìqū): Un sujeto minoritario que tiene una mayor población de un grupo étnico minoritario concreto junto con su propio gobierno local, pero una región autónoma tiene teóricamente más derechos legislativos que en la práctica. El gobernador de las Regiones Autónomas suele ser nombrado de entre la respectiva etnia minoritaria. |
| 4 municipalidades (直辖市; zhíxiáshì): Una ciudad de nivel superior que depende directamente del gobierno chino, con un estatus igual al de las provincias. En la práctica, su estatus político es superior al de las provincias comunes. |
| 2 regiones administrativas especiales (RAE) (特别行政区/特別行政區; tèbié xíngzhèngqū): Sujeto subnacional altamente autónomo y autogestionado de la República Popular China. Cada RAE tiene un jefe ejecutivo como jefe de la región y jefe de gobierno. El gobierno de la RAE no es totalmente independiente, ya que la política exterior y la defensa militar son responsabilidad del gobierno central, según las Leyes Básicas de las dos RAE.                                                  |
| 1 provincia reclamada: (声称省份; shēngchēng shěngfèn): La República Popular China reclama la isla de Taiwán y sus islotes circundantes, incluido Penghu, como provincia de Taiwán. (La República Popular China reclama Kinmen y las islas Matsu como parte de su provincia de Fujian. Pratas e Itu Aba son reclamadas por la RPC como parte de las provincias de Guangdong y Hainan, respectivamente). El territorio está controlado por la República de China (ROC, comúnmente llamada "Taiwán"). |

### Nivel prefectura (2º)
Las divisiones de nivel prefectural o de segundo nivel son el segundo nivel de la estructura administrativa. La mayoría de las provincias se dividen sólo en ciudades de nivel prefectural y no contienen otras unidades administrativas de segundo nivel. De las 22 provincias y 5 regiones autónomas, sólo 3 provincias (Yunnan, Guizhou, Qinghai) y 1 región autónoma (Xinjiang) tienen más de tres divisiones de segundo nivel o de nivel de prefectura que no son ciudades de nivel de prefectura. En junio de 2020, había 339 divisiones de nivel de prefectura:
| 7 prefecturas (地区; dìqū): antiguamente la división de segundo nivel dominante, por lo que este nivel administrativo se denomina a menudo "nivel de prefectura". A partir de 1983 y hasta la década de 1990 fueron sustituidas en su mayoría por ciudades a nivel de prefectura. En la actualidad, sólo existen prefecturas en Heilongjiang, Tíbet y Xinjiang. |
| 30 prefecturas autónomas (自治州; zìzhìzhōu): prefecturas con una o más minorías étnicas designadas, sobre todo en las regiones occidentales de China. |
| 299 ciudades de nivel de prefectura (地级市; dìjíshì): el mayor número de divisiones a nivel de prefectura, generalmente compuestas por un centro urbano y zonas rurales circundantes mucho más grandes que el núcleo urbano y, por tanto, no son "ciudades" sino municipios en el sentido estricto del término                                                 |
| 3 ligas (盟; méng): Son lo mismo que las prefecturas, pero sólo se encuentran en Mongolia Interior. Al igual que las prefecturas, las ligas han sido sustituidas en su mayoría por ciudades a nivel de prefectura. El nombre único es un remanente de las anteriores formas de administración en Mongolia.                                                      |

### Nivel condado (3º)
A 18 de agosto de 2015, había 2.852 divisiones a nivel de condado:
| 1,408 condados (县; xiàn): las divisiones más comunes a nivel de condado, que existen continuamente desde el periodo de los Estados Guerreros, mucho antes que cualquier otro nivel de gobierno en China. Xiàn se traduce a menudo como "distrito" o "prefectura".                                                     |
| 117 condados autónomos (自治县; zìzhìxiàn): condados con una o más minorías étnicas designadas, análogos a las regiones y prefecturas autónomas. |
| 360 ciudades de nivel de condado (县级市; xiànjíshì): similares a las ciudades de nivel de prefectura, que abarcan tanto las zonas urbanas como las rurales. En la década de 1990, los condados se convirtieron en ciudades de nivel de condado, aunque esto se ha detenido.                                           |
| 913 distritos (市辖区 / 区; shìxiáqū / qū): antiguamente las subdivisiones de las zonas urbanas, que consistían únicamente en zonas edificadas. Recientemente, muchos condados se han convertido en distritos, de modo que ahora los distritos son a menudo como condados, con ciudades, pueblos y tierras de cultivo. |
| 49 banderas (旗; qí): lo mismo que los condados, excepto en el nombre, un remanente de las anteriores formas de administración en Mongolia. |
| 3 banderas autónomas (自治旗; zìzhìqí): lo mismo que los condados autónomos excepto en el nombre, un vestigio de las anteriores formas de administración en Mongolia. |
| 1 distrito forestal (林区; línqū):un distrito forestal especial a nivel de condado situado en la provincia de Hubei. |
| 1 distrito especial (特区; tèqū):una división especial a nivel de condado situada en la provincia de Guizhou. |

### Nivel pueblo (4º)
| 13,749 villa (乡; xiāng): zonas rurales más pequeñas se dividen en esta unidad |
| 1,098 villa étnica (民族乡; mínzúxiāng): pequeñas divisiones de las zonas rurales designadas para una o más minorías étnicas se dividen en esta unidad                                                                                     |
| 19,322 poblado (镇; zhèn): división de zonas rurales más grandes se dividen en esta unidad |
| 6,686 subdistritos (街道 / 街; jiēdào / jiē): pequeñas divisiones de áreas urbanas se dividen en esta unidad |
| 2 distritos de condado (县辖区; xiànxiáqū): son un nivel de gobierno vestigial. En el pasado representaban un nivel de gobierno adicional entre el condado y el municipio. Hoy en día quedan muy pocos y se están eliminando gradualmente. |
| 181 sumus (苏木; sūmù) son los mismos que los municipios, pero son exclusivos de Mongolia Interior. |
| 1 sumus étnicos (民族苏木; mínzúsūmù) son los mismos que los municipios étnicos, pero son exclusivos de Mongolia Interior. |

### Nivel aldea (5°)
La autonomía de nivel básico o nivel aldea sirve como división organizativa (censo, sistema de correo) y no tiene mucha importancia en el poder político representativo. Las divisiones locales básicas, como los barrios y las comunidades, no son informales como en Estados Unidos, sino que tienen límites definidos y jefes elegidos (uno por zona):
En las zonas urbanas, cada subdistrito de un distrito de una ciudad administra muchas comunidades o comités residenciales. Cada uno de ellos tiene un comité residencial para administrar a los habitantes de ese barrio o comunidad. Las zonas rurales se organizan en comités de aldea o grupos de aldeanos. Una "aldea" en este caso puede ser una aldea natural, que existe de forma espontánea y natural, o una aldea virtual, que es una entidad burocrática.
| 80,717 comités de barrio (居民委员会; jūmínwěiyuánhuì) Grupos residenciales (居民小组; jūmínxiǎozǔ) |
| Comunidades (社区 / 社; shèqū / shè)                                                                |
| 623,669 Comités de aldea (村民委员会; cūnmínwěiyuánhuì) Grupos de aldeas (村民小组; cūnmínxiǎozǔ)   |

### Casos especiales
Cinco ciudades formalmente de nivel prefectural tienen un estatus especial en cuanto a planificación y presupuesto. Aparecen por separado en los planes estatales quinquenales y anuales al mismo nivel que las provincias y los ministerios nacionales, lo que las hace económicamente independientes de su gobierno provincial. Estas ciudades designadas específicamente en el plan estatal (chino: 计划单列市) son
- Dalian (Liaoning)
- Ningbo (Zhejiang)
- Qingdao (Shandong)
- Shenzhen (Guangdong)
- Xiamen (Fujian)

En términos de autoridad presupuestaria, sus gobiernos tienen el estatus de facto de una provincia, pero sus órganos legislativos (Congreso Nacional del Pueblo y Conferencia Consultiva Política del Pueblo Chino) y otras autoridades no relacionadas con la economía están al nivel de una prefectura y bajo el liderazgo de la provincia.
Otras grandes ciudades a nivel de prefectura, conocidas como ciudades subprovinciales, están medio nivel por debajo de una provincia. Los alcaldes de estas ciudades tienen el mismo rango que el vicegobernador de una provincia, y sus gobiernos de distrito tienen medio rango más que los de los distritos normales. Las capitales de algunas provincias (sede del gobierno provincial) son ciudades subprovinciales. Además de las cinco ciudades designadas específicamente en el plan estatal, las ciudades subprovinciales son:
- Harbin (Heilongjiang)
- Changchun (Jilin)
- Shenyang (Liaoning)
- Jinan (Shandong)
- Nanjing (Jiangsu)
- Hangzhou (Zhejiang)
- Guangzhou (Guangdong)
- Wuhan (Hubei)
- Chengdu (Sichuan)
- Xi'an (Shaanxi)

El caso de algunas ciudades de condado es similar. Algunas ciudades de condado tienen más autonomía. Estas ciudades se conocen como ciudades a nivel de subprefectura, lo que significa que se les da un nivel de poder superior al de un condado, pero todavía inferior al de una prefectura. Estas ciudades tienen también medio nivel más alto que el que tendrían normalmente. Las ciudades de nivel subprefectural no suelen estar integradas en ninguna prefectura (es decir, son administradas directamente por su provincia). Algunos ejemplos de ciudades de nivel de subprefectura son Jiyuan (Henan), Xiantao, Qianjiang y Tianmen (Hubei), Golmud (Qinghai), Manzhouli (Mongolia Interior), Shihanza, Tumushuk, Aral y Wujiaqu (Xinjiang).
Algunos distritos también se sitúan en medio nivel más alto de lo que debería ser. Ejemplos de ello son Pudong (Shanghai) y Binhai (Tianjin). Aunque su condición de distrito de un municipio lo definiría como de nivel de prefectura, el jefe de distrito de Pudong tiene poderes subprovinciales. Es decir, está medio nivel por encima de lo que le correspondería normalmente.

#### Subdivisiones en casos especiales
| 1 prefectura autónoma sub-provincial (副省级自治州; fùshěngjízìzhìzhōu)  |
| 15 ciudades sub-provinciales (副省级城市; fùshěngjíchéngshì)             |
| 2 nuevas áreas sub-provinciales (副省级市辖新区; fùshěngjíchéngshìxiáqū) |
| 8 ciudades de nivel sub-prefectura (副地级市; fùdìjíshì)                 |